# 48737 Cusinato
48737 Cusinato è un asteroide della fascia principale. Scoperto nel 1997, presenta un'orbita caratterizzata da un semiasse maggiore pari a 2,3442241 UA e da un'eccentricità di 0,1898266, inclinata di 1,29168° rispetto all'eclittica.
Lo scopritore Vittorio Goretti ha dato all'asteroide il nome di Piergiorgio Cusinato, fondatore dell'Associazione Astronomica Cortina.